# Reacción de Finkelstein

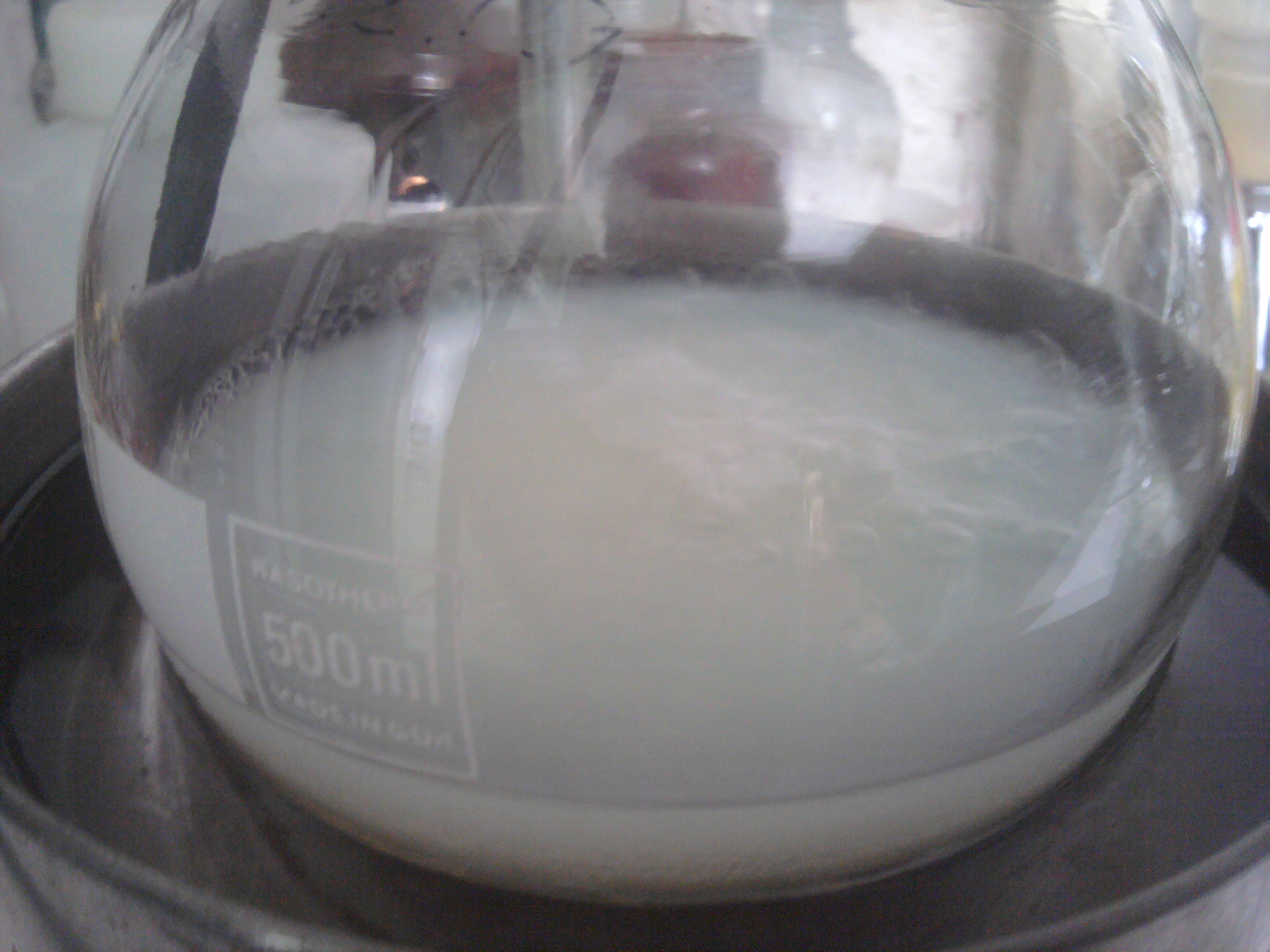
Matraz de reacción de Finkelstein con alta concentración de sal donora de halógeno.

La reacción de Finkelstein, nombrada así en honor del químico alemán Hans Finkelstein (1885 - 1938), es una reacción SN2 de intercambio de halógenos en un haluro de alquilo. La capacidad de intercambio viene determinada tanto por el carácter nucleofílico del anión entrante como por la diferencia de solubilidades de la sal del halógeno entrante y saliente (la más soluble desplaza a la menos soluble) en el disolvente empleado y se favorece empleando catalizadores o grandes excesos de sal de halógeno entrante,:
R-X + MX´↔ R-X´+ MX
Usualmente el yodo y el flúor (X´= I, F) desplazan al cloro y bromo (X = Cl, Br) ya que el flúor es un buen nucleófilo y las sales de yodo las más solubles de las halosales de sodio y potasio (ver Reglas de Fajans y Regla de Ephraim-Fajans).

## Ejemplos
Los ejemplos más clásicos en la literatura son los correspondieres al desplazamiento del cloro por yodo en un medio polar aprótico como la acetona empleando bien yoduro potásico o sódico como sales portadoras de yodo:
H3C-Cl + NaI ↔ H3C-I + NaCl
También pueden lograrse fluoruros de bencilo mediante el tratamiento de cloruros de bencilo con fluoruros de tetraetilamonio en acetonitrilo:
Phe-CH2-Cl + (CH3CH2)4N(+) F(-) ↔ Phe-CH2-F + (CH3CH2)4N(+) F(-)